# Phạm Huy Quang

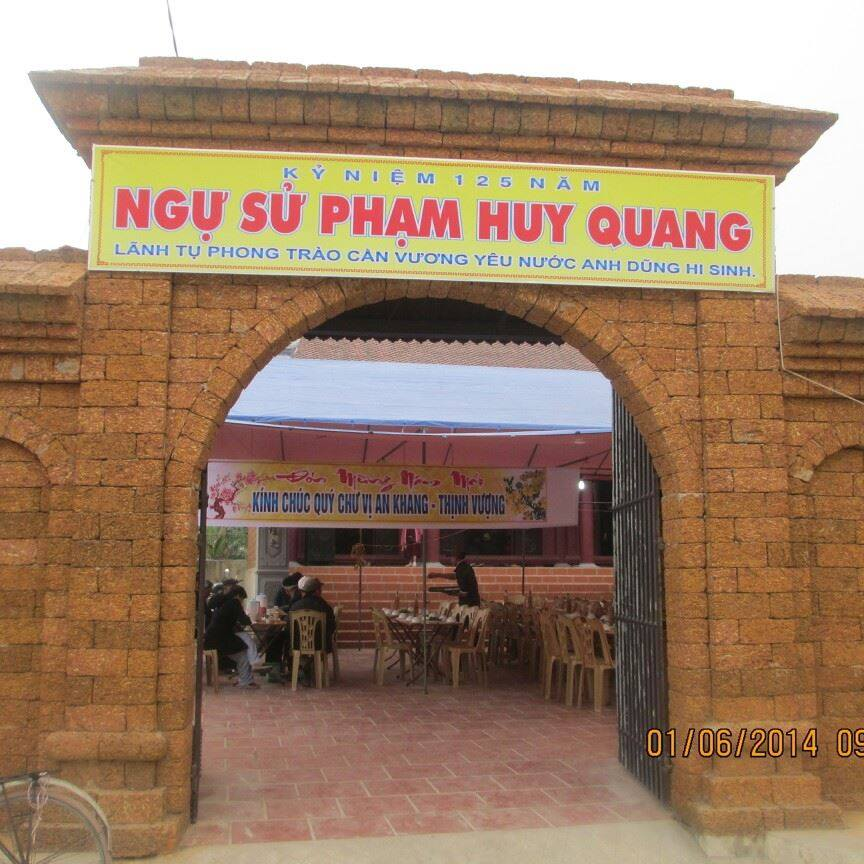
Từ đường cụ Phạm Huy Quang (kỷ niệm 125 năm)

Phạm Huy Quang (1846 - 1888), tên lúc nhỏ là Phạm Huy Ôn, là một sĩ phu yêu nước chống Pháp, quê ở làng Phù Lưu, huyện Đông Quan, tỉnh Nam Định (thời vua Tự Đức), nay là xã Đông Sơn, huyện Đông Hưng, tỉnh Thái Bình. Phạm Huy Quang, từng làm quan nhà Nguyễn tới chức Giám sát ngự sử đạo Đông Bắc (chức quan thuộc Đô sát viện nhà Nguyễn), là nghĩa quân chống Pháp, từng cùng Nguyễn Thiện Thuật, Tạ Hiện chỉ huy đánh Pháp trong trận Bắc Lệ, sau đó cùng Tạ Hiện lãnh đạo Cần Vương kháng Pháp tại Thái Bình và Nam Định theo lời kêu gọi của vua Hàm Nghi.

## Tiểu sử
Thuở nhỏ, Phạm Huy Quang theo học cụ đồ Phạm ở Cổ Dũng. Năm 1861, ông theo học trường tư Đại tập thành Nam của đốc học Doãn Khuê và trường của phó bảng Phạm Quý Đức. Lúc này, ông làm bạn với Bang Tốn, Mai Quý Khanh, những người sau này sát cánh cùng ông kháng Pháp ở Thái Bình. Năm 1863, ông theo học trường công ở tỉnh thành Nam Định (cũng do Doãn Khuê đỡ đầu), và xếp loại giỏi của tỉnh. Năm 1864, cùng Bang Tốn, ông đỗ Tú tài, đang tiếp tục học và chuẩn bị cho kỳ thi Hương, thì triều đình Huế ký hòa ước Giáp Tuất chính thức nhượng 3 tỉnh miền Đông Nam Kỳ (Gia Định, Biên Hòa, Định Tường) cho Pháp. Các nho sinh yêu nước trường Nam Định, trong đó có Phạm Huy Quang, bức xúc trước việc đó đã tiến hành phá trường thi, bãi khóa, dâng biểu phản đối hòa ước. 

## Sự nghiệp
Phạm Huy Quang sinh ra và lớn lên giữa lúc đất nước đứng trước hoạ xâm lăng của Thực dân Pháp. Năm 1858 khi cụ 12 tuổi, Thực dân Pháp nổ súng xâm lược nước ta, nhân dân ta vốn có truyền thống chống giặc ngoại xâm muốn vùng lên đánh Pháp để giữ gìn độc lập dân tộc. Nhưng triều đình nhà Nguyễn hết sức ươn hèn, phân tán chia năm sẻ bảy, chỉ nghĩ đến lợi ích ích kỷ của dòng họ mình không dám đứng lên lãnh đạo nhân dân đánh Pháp mà ngược lại từng bước đầu hàng Pháp.
Đứng trước mối hoạ của đất nước, nhận thức rõ bản chất của triều đình nhà Nguyễn, ngay từ những năm còn làm Ngự sử Đông đạo, cụ Phạm Huy Quang đã liên kết với nhiều văn thân yêu nước như cụ Nguyễn Cao (Quê ở Bắc Ninh), cụ Ngô Quang Huy, cụ Lã Xuân Oai, cụ Phạm Thận… Các cụ đã tiến hành tổ chức những đội nghĩa dũng ở vùng Bắc Ninh để chuẩn bị chống Pháp. Năm 1873 Pháp đánh chiếm Hà Nội lần thứ nhất và âm mưu mở rộng ra các vùng Hưng Yên, Hải Dương, Nam Định, Thái Bình hòng buộc triều đình nhà Nguyễn phải nhượng cả 6 tỉnh Nam Kỳ cho chúng ở Bắc Ninh, các cụ Nguyễn Cao, Phạm Huy Quang và Phạm Thận đã đưa đội quân nghĩa dũng của mình về Hà Nội đánh Pháp. Ba lần quân Pháp tiến đánh Gia Lâm đều bị đội nghĩa dũng của các cụ Nguyễn Cao, Phạm Huy Quang, Phạm Thận đánh bại.
Quân Pháp ở Hà Nội bị lâm vào thế bí. Lẽ ra, triều đình Nguyễn phải lợi dụng tình thế phát động nhân dân Bắc Kỳ đánh Pháp nhưng triều đình đã không làm như vậy. Triều đình đã cắt 6 tỉnh Nam kỳ dâng cho Pháp, cầu hoà với Pháp (thực chất là đầu hàng Pháp) cho quân Pháp bị vây hãm ở Hà Nội rút ra biển về Sài Gòn an toàn. Nguy hiểm hơn, triều đình đã buộc hai đạo quân ở Sơn Tây của Tôn Thất Thuyết và Lưu Vĩnh Phúc, đạo quân ở Bắc Ninh của các cụ Nguyễn Cao, Phạm Huy Quang, Phạm Thận phải bãi binh. Sau sự kiện trên, Triều đình nhà Nguyễn âm mưu triệu cụ về kinh đô để dùng danh lợi mua chuộc cụ. Nhưng cụ đã khước từ xin về quê để mở trường dạy học. Mảnh đất nơi cụ mở trường nay là trường THCS Phạm Huy Quang (Thị trấn Đông Hưng, huyện Đông Hưng, Thái Bình).
Trong một lần trên đường đi họp bàn kế hoạch đánh giặc, thực dân Pháp cho người mai phục và ám sát cụ.

## Đền thờ
Phạm Huy Quang được thờ tại Từ đường họ Phạm Huy, xã Đông Sơn, huyện Đông Hưng, tỉnh Thái Bình.
Sau khi đánh bại và đàn áp các cuộc khởi nghĩa tại Bắc Kỳ, thực dân Pháp tiến hành truy quét nghĩa quân và lãnh tụ các phong trào kháng chiến. 
Từ đường họ Phạm Huy bị thực dân Pháp hủy hoại. Từ đường ngày nay được xây dựng lại trên nền từ đường xưa và được công nhận là Di tích Lịch sử Văn hóa Quốc gia.